# 暗闇で逢いましょう
暗闇で逢いましょう（くらやみであいましょう）は山梨放送で2006年10月6日から2010年3月26日まで放送されていた番組。ハイビジョン制作で、アナログ放送ではレターボックスで放送されている。グランパーク東宝8の一社提供である。

## 概要
主に映画の紹介、紹介した映画に関わる事柄(映画フラガールを紹介したときはフラダンス等)をナビゲーターが実際に体験したり、映画の監督などがゲスト出演して映画内容に関係のある事柄に関するゲームを行ったりするロケ映像で番組は構成されている。紹介する映画によっては同じ映画を2週連続で取り上げることもあるが、映画自体は紹介しない回もある(ただし放送内容は映画館に関わる内容など何らかの形で映画に関連している)。
映画の宣伝用映像も一部流される。邦画を紹介する場合はロケ地に山梨県が含まれている、監督が山梨県出身など何らかの形で山梨県にかかわりのある映画が紹介されることが多く、洋画を紹介する場合も番組のロケは山梨県内で行なうことが多い。またジャパンプレミア試写会などに参加して、その映像を放送する場合がある。
また、山梨県内における映画の上映情報の一部も紹介される。
番組タイトルの『暗闇』とは映画館のことを指している。

## 放送時間
- 2006年10月6日～　金曜 24:50～25:00（土曜 0:50～1:00）
- 2008年4月4日～　金曜 24:25～24:35（土曜 0:25～0:35）
- 2008年10月3日～　金曜 24:55～25:05（土曜 0:55～1:05）
- 2009年2月13日～　金曜 24:55～25:10（土曜 0:55～1:10、5分拡大）
  - その日の番組編成による放送時間の変更が多い。

## 出演者
過去の出演者の項目を含め全員YBSアナウンサー。
- 酒井康宜
- 中込真理子（暗闇映画ランキング、提供読みも担当）

## 過去の出演者
- 富田智美 (2007年6月29日深夜放送分までレギュラー出演。退社後の同年7月27日深夜放送分で移住先のイギリスからレポートを担当)
- 浅川初美（番組宣伝CMの一部と提供の読み上げを担当）

## 主なコーナー

### 暗闇映画ランキング
2007年4月6日深夜放送分から放送。放送時に上映中の番組おすすめの映画ランキングを5位から順に紹介する。画面左側では紹介している映画を上映している山梨県内の映画館も紹介している。
このランキングは甲府市のグランパーク東宝8と甲宝シネマの興行収入の集計を元に決められている。

## その他・備考
- その日の番組編成による放送時間の変更が多いためか、テレビ・ラジオでの番組宣伝CMでは放送時間を「毎週金曜深夜25時頃(もしくは深夜1時頃)放送」と宣伝している。また、公式Webサイトでは放送内容の紹介文の後にその週の放送時間が書き込まれていることが多い。
- 通常YBSラジオで放送されるYBSテレビの番組宣伝では「YBSテレビからのお知らせ」・「YBSテレビでした」という音声を追加してラジオ用に編集したものを流すことが多いが、この番組のCMはテレビ用とラジオ用で別音声で製作され、上記の音声は追加されていない。
- 2007年1月5日（年明け最初の放送）深夜放送分ではほぼ全編が同局のともちゃん家の5時の1コーナーであった「トミーの勝手に教養講座」として放送された。コーナータイトルのテロップ、BGM、富田アナの衣装などはともちゃん家の5時で使用している物がそのまま使用された。ただし、番組が違うので生徒役は酒井アナひとりだった。その回のテーマは「映画館でポップコーンが売られている理由」であった。
- 2007年2月23日深夜放送分では富田アナの担当回だったが富田アナは声帯炎にかかってしまい、満足に声が出せないということで筆談を中心に番組を進行した。ちなみに、富田は翌日のともちゃん家の5時もお休みした。この回には中島そよかアナと石河茉美アナも出演した。
- 富田アナが出演していた当時、酒井アナと富田アナのふたりが同時に出演する場合はお薦め映画のプレゼン対決など、映画に関わる対決企画が放送されることがあった。
- YBS映画まつり(2007年6月、8月)の告知CMにはこの番組の担当者が出演した。
- 2009年2月6日深夜放送分では後半をYBSの報道スタジオからYBSワイドニュースを模倣した形式で放送した。このときワイドニュースのオープニング映像の一部も流されたが題字が「暗闇ニュース」と変更されていた。このコーナーで次の週から放送時間が5分拡大し、15分番組となることが発表された。